# João Gamboa
João Pedro da Costa Gamboa, meglio noto come João Gamboa (Póvoa de Varzim, 31 agosto 1996), è un calciatore portoghese, centrocampista del Jeonbuk Hyundai.

## Carriera
Cresciuto nei settori giovanili di Rio Ave e Braga, il 29 giugno 2017 è stato acquistato dal Marítimo, con cui ha firmato un contratto quadriennale.

## Statistiche

### Presenze e reti nei club
Statistiche aggiornate all'8 marzo 2018.
| Stagione        | Squadra         | Campionato      | Campionato | Campionato | Coppe nazionali | Coppe nazionali | Coppe nazionali | Coppe continentali | Coppe continentali | Coppe continentali | Altre coppe | Altre coppe | Altre coppe | Totale | Totale | Totale |
| Stagione        | Squadra         | Comp            | Pres       | Reti       | Comp            | Pres            | Reti            | Comp               | Pres               | Reti               | Comp        | Pres        | Reti        | Pres   | Reti   |        |
| --------------- | --------------- | --------------- | ---------- | ---------- | --------------- | --------------- | --------------- | ------------------ | ------------------ | ------------------ | ----------- | ----------- | ----------- | ------ | ------ | ------ |
| apr.-mag. 2015  | Braga B         | SL              | 6          | 0          | -               | -               | -               | -                  | -                  | -                  | -           | -           | -           | 6      | 0      |        |
| 2015-2016       | Braga B         | SL              | 37         | 1          | -               | -               | -               | -                  | -                  | -                  | -           | -           | -           | 37     | 1      |        |
| 2016-gen. 2017  | Braga B         | SL              | 18         | 0          | -               | -               | -               | -                  | -                  | -                  | -           | -           | -           | 18     | 0      |        |
| Totale Braga B  | Totale Braga B  | Totale Braga B  | 61         | 1          |                 | -               | -               |                    | -                  | -                  |             | -           | -           | 61     | 1      |        |
| mag. 2015       | Braga           | PL              | 1          | 0          | TdP+TdL         | -               | -               | -                  | -                  | -                  | -           | -           | -           | 1      | 0      |        |
| gen.-giu. 2017  | Braga           | PL              | 7          | 0          | TdP+TdL         | -               | -               | UEL                | -                  | -                  | -           | -           | -           | 7      | 0      |        |
| Totale Braga    | Totale Braga    | Totale Braga    | 8          | 0          |                 | -               | -               |                    | -                  | -                  |             | -           | -           | 8      | 0      |        |
| 2017-2018       | Marítimo        | PL              | 23         | 1          | TdP+TdL         | 1+2             | 0               | UEL                | 4                  | 0                  | -           | -           | -           | 30     | 1      |        |
| Totale carriera | Totale carriera | Totale carriera | 92         | 2          |                 | 3               | 0               |                    | 4                  | 0                  |             | -           | -           | 99     | 2      |        |

## Palmarès

### Club

#### Competizioni nazionali
- Segunda Liga: 1

Estoril Praia: 2020-2021